# Aero (samochód)

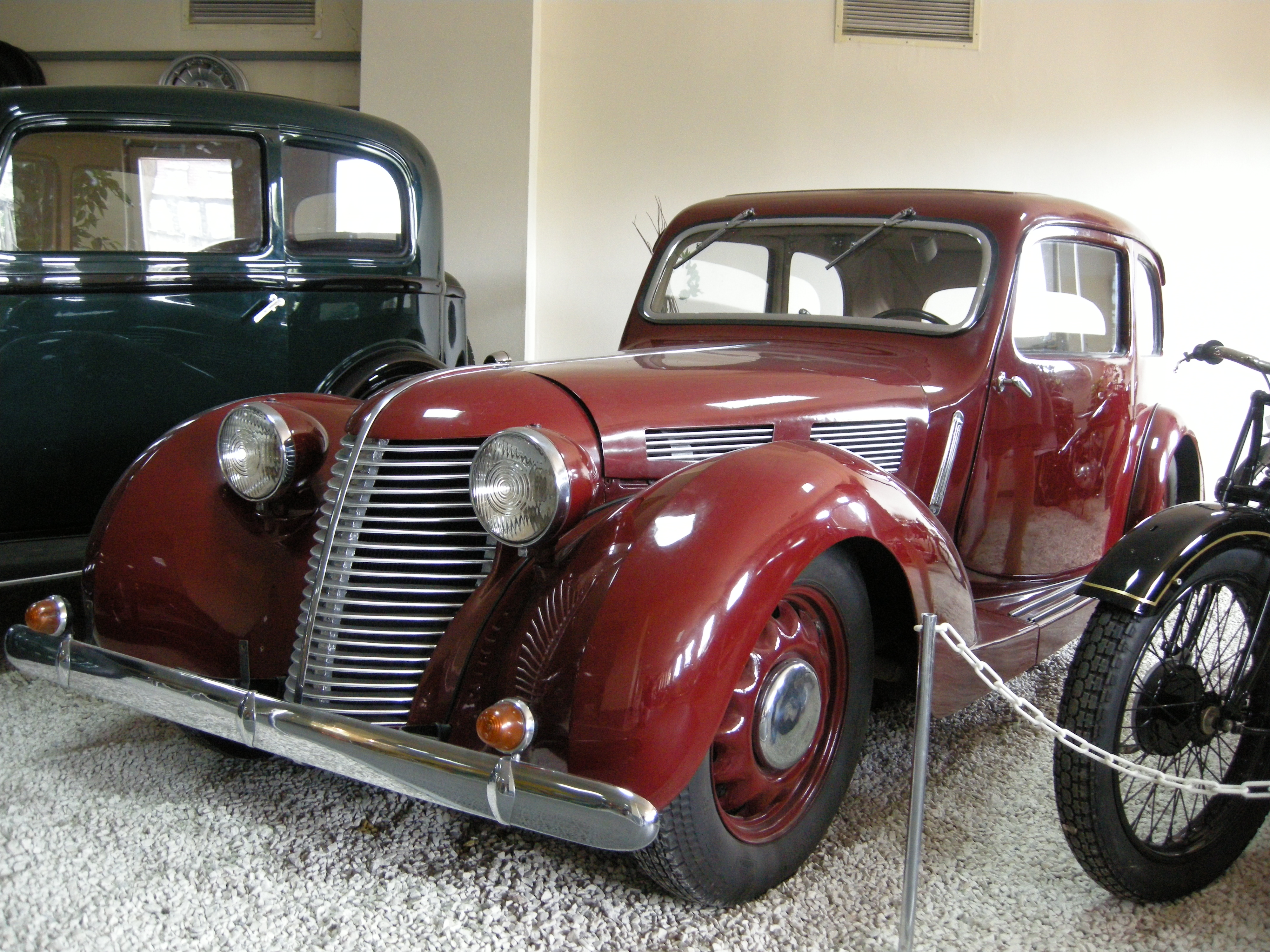
Areo 30 z 1938 roku. Muzeum Motoryzacji w Poznaniu.

Aero – czechosłowacki samochód produkowany w latach 1929–1947 przez firmę należącą do Dr. Kabesa z siedzibą w Pradze. 
Pierwsza wersja, Aero Type 500, napędzana była dwusuwowym silnikiem chłodzonym cieczą o pojemności 499 cm³ wyposażonym w pojedynczy gaźnik.  Napęd przenoszony był poprzez 3-biegową manualną skrzynię biegów na oś tylną bez użycia mechanizmu różnicowego. Dostępnych było kilka wersji nadwozia: roadster, kabriolet oraz coupé, wszystkie dostępne były w wariancie miejsc 2+1 (dwa miejsca siedzące z przodu, jedno z tyłu). Łącznie powstało około 1500 egzemplarzy.
W roku 1932 zadebiutował model Type 20. Wyposażony był w dwucylindrowy silnik o pojemności 660 cm³ i hamulce przy wszystkich kołach. Najpopularniejszą wersją nadwozia był dwudrzwiowy roadster, dostępna była także wersja sedan. W późniejszym czasie dodano silnik o pojemności 999 cm³ osiągający moc 26 bhp.
W 1934 wprowadzono wersję Type 30. Wyposażona była w dwucylindrowy silnik o pojemności 998 cm³ i mocy 26 bhp napędzający przednią oś. W wersji tej montowano system niezależnego zawieszenia. Samochód mógł osiągnąć maksymalną prędkość równą 105 km/h. Przed wojną zbudowano około 3000 egzemplarzy.  
Ostatnia wersja, Type 50, wyposażona była w dwusuwowy, czterocylindrowy silnik o pojemności 1997 cm³ generujący moc 50 KM (37 kW) co pozwalało na osiągnięcie prędkości maksymalnej równej 125 km/h.